# レオ・カナー

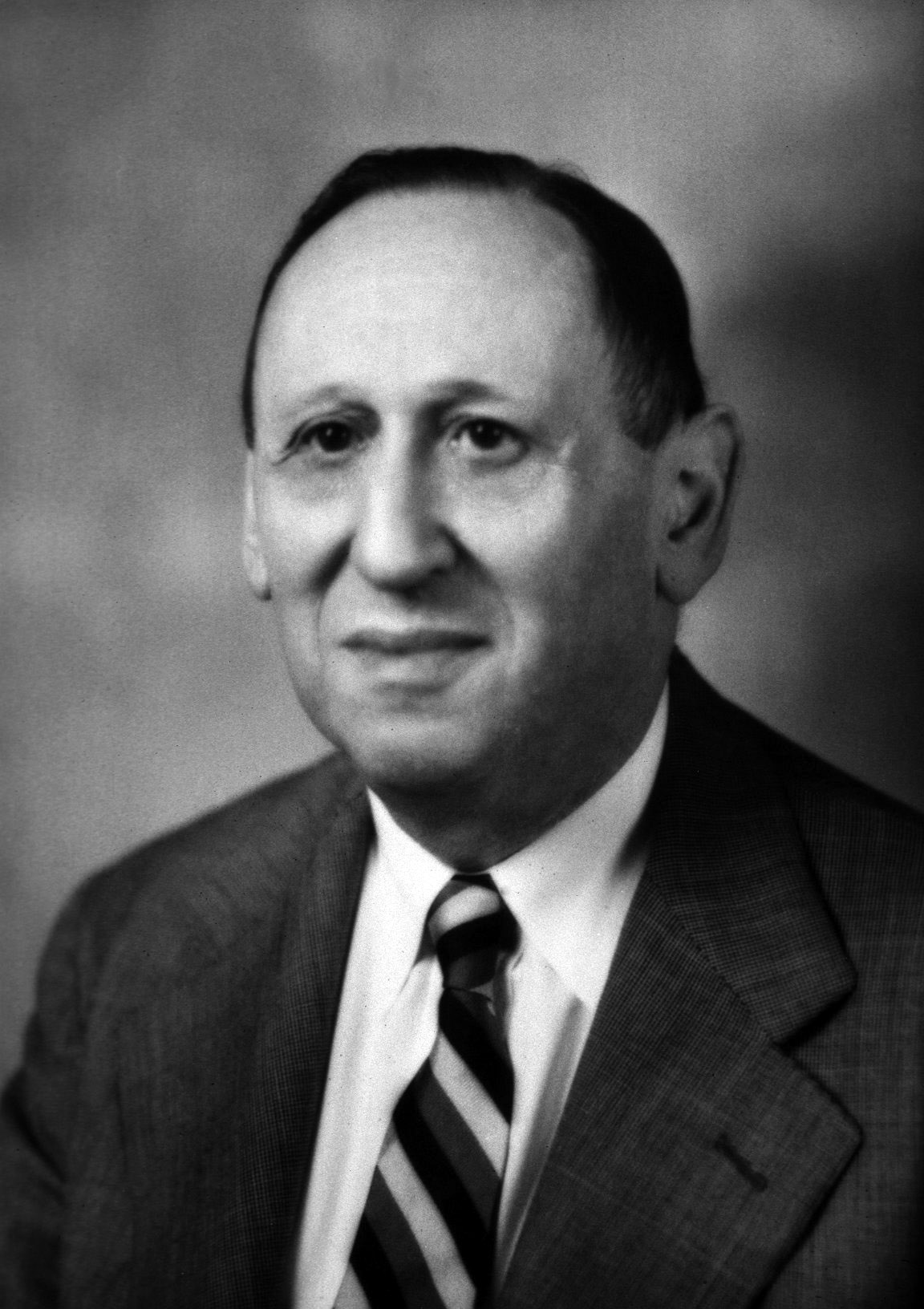
レオ・カナー (1955年)

レオ・カナー（Leo Kanner，1894年6月13日 - 1981年4月3日）は、自閉症に関する研究で知られる、オーストリア系アメリカ人（ドイツ系アメリカ人）の医学者、精神科医である。

## 生涯
カナーはオーストリア・ハンガリー帝国のクレコトフ（現在のウクライナリヴィウ州ゾーロチウ地区の村クレコティフ）で生まれた。父親は無愛想であり交際下手でひきこもりがち、無意味な知識の獲得に没頭するような人物であったという。
1913年よりベルリン大学で学ぶ。第一次世界大戦中、オーストリア軍への奉仕により学業を中断するものの、最終的には1921年、医師免許を取得。
1924年、サウスダコタ州ヤンクトン郡の州立大学で医科助手の職を得てアメリカ合衆国に移住。1928年、バルティモアのジョンズ・ホプキンス大学においてアドルフ・マイヤーに師事する。1930年には同大学病院において児童精神医学部門の創設者に選ばれ、1933年、児童精神医学の准教授となった。
彼はアメリカ合衆国で初めて児童精神科医を名乗った医師であり、ハリー・スタック・サリヴァンの影響を受けて執筆された教科書『児童精神医学』（Child Psychiatry，1935年）は学会に大きな影響を与えた。1943年に発表した「情動的交流の自閉的障害」（"Autistic Disturbances of Affective Contact"） という論文は、現代の自閉症研究の基礎となっている。なお当時の「自閉autistic」は統合失調の無為自閉の意味であり、彼は統合失調の陰性症状のようなものがごく早期に発現したものと考えていた。ほぼ同時期のハンス・アスペルガーも同じ単語を使っており、全く同じ時期に同じものと考えたようである（両者に交流はない）。

## 主な論文
- Kanner, L. (1943), Autistic Disturbances of Affective Contact (pdf), Nervous Child, 2, pp.217-250.
- Kanner, L. (1946), Irrelevant and Metaphorical Language in Early Infantile Autism, American Journal of Psychiatry, 103, pp.242-246.
- Kanner, L. & Eisenberg, L. (1956), Early Infantile Autism 1943-1955, American Journal of Orthopsychiatry, 26, pp.55-65.
- Bender, L. (1982), In Memoriam Leo Kanner, MD June 13, 1894--April 4, 1981, J Am Acad Child Psychiatry 21(1): 88-89.

## 主な著作
- 1935年 Child Psychiatry
- 1973年 Childhood Psychosis: Initial Studies and New Insights

## 関連出版物
- 十亀史郎、岩本憲、斉藤聡明（翻訳）『幼児自閉症の研究』（論文集）精神医学選書、2000年、ISBN 4654000852
- 石川 元【編】　アスペルガー症候群―歴史と現場から究める　至文堂、2007年